# 成都绿地中心
成都绿地中心，又名蜀峰468，是一栋在建的摩天大楼，位于中国四川省成都市锦江区。项目原计划2019年末竣工，当前已修建至444米，预计將於2027年完工。

## 建设历史
- 2012年7月31日，成都绿地中心奠基。[1]
- 2016年7月10日，T1完成地下室正负零施工。[6]
- 2019年，项目一度被传停工。[7]
- 2020年8月，完成斜墙段施工。[8]
- 2021年6月30日，总高度突破400米。[9]
- 2021年12月，T1核心筒已建至100F（444米）、外框钢构94F（417米）、外框砼浇筑至81F（366米）[10]，随即停工。
- 2024年8月，T2、T3复工剩余外立面、机电工程和内装。
- 2025年4月21日，绿地控股官方微信公众号发文宣布成都绿地中心项目全面重启（T1复工），总包方由中建三局更换为中国五冶。但一周后绿地控股因“希望能低调地推进工程建设”删除该新闻。[11]

## 电梯配置
成都绿地中心电梯配置列表（仅列出T1座部分）
- OF1 ~ OF3（3部来往5/F-10/F之办公电梯）：1、5-10
- OF4 ~ OF9（6部来往11/F-22/F之办公电梯）：1、11-13、15-22
- OF10 ~ OF12（3部来往27/F-33/F之办公电梯）：26-33
- OF13 ~ OF18（6部来往34/F-46/F之办公电梯）：26、34-46
- CE1 ~ CE3（3部来往51/F-61/F之商务公馆电梯）：50-57、59-61
- CE4 ~ CE6（3部来往62/F-67/F之商务公馆电梯）：50、62-67
- OS1 ~ OS6（6部来往空中大堂之穿梭电梯）：1、26
- CS1 ~ CS4（4部来往商务公馆大堂之穿梭电梯）：B3-B2、1、50
- OP1 ~ OP2（2部商务公馆专用之停车场电梯）：B5-B3、B1-1
- OP3 ~ OP4（2部办公专用之停车场电梯）：B2、B2M、B1-1
- OC1 ~ OC2（2部商务公馆专用之服务电梯）：B2、B1-1、5-23、26-47、50-67
- OC3 ~ OC4（2部贵宾专用之电梯）：B2、B1-1、5-13、15-22、26-35、37-46
- H1 ~ H4（4部来往酒店客房之电梯）：71-84、86-97、100
- HAC1 ~ HAC3（3部来往酒店配套设施之电梯）：71、100、101
- HVIP（1部停机坪专用摆渡电梯）：101、101M
- HS1 ~ HS4（4部来往酒店大堂及餐厅之穿梭电梯）：B1-1、50、70-71（HS1、HS2可停68/F）
- HAS1（1部酒店客房专用之服务电梯）：70-84、86-97
- HSF1 ~ HSF3（3部消防及载货电梯）：B2、B2M、B1-68、68M、69-100、100M、101

## 主要争议
外界围绕“资金短缺”与“项目高度超民航净空要求”质疑其未能按期完工。